# Endless Love (1981)
Endless Love is een Amerikaanse film uit 1981 van Franco Zeffirelli, met Brooke Shields en Martin Hewitt in de hoofdrollen. 

## Verhaal
Het scenario van de film is gebaseerd op een roman van Scott Spencer.
De 15-jarige Jade en de 17-jarige David worden verliefd op elkaar en Davids liefde neemt obsessieve vormen aan. Jades vader vindt dat echter maar niets en verbiedt hem nog langer met haar om te gaan. Van zijn vriend Billy (Tom Cruise in zijn acteerdebuut) krijgt David een plannetje om enkele kranten in brand te steken en zijn meisje uit de "brand" te redden, zodat hij als een held zal beschouwd worden. Dat loopt echter uit de hand en haar huis brandt af. David wordt veroordeeld en komt terecht in een psychiatrische inrichting. Wanneer hij twee jaar later vrijkomt, gaat hij opnieuw op zoek naar Jade, ofschoon het gerecht dit had verboden. Het komt tot een confrontatie met Jades broer en vader, die om het leven komt in een ongeval wanneer hij David achternazit. David wordt opnieuw veroordeeld en verzeilt in de gevangenis. Jade gaat op het einde van de film toch naar hem toe...

## Rolverdeling
| Acteur            | Personage                                           |
| ----------------- | --------------------------------------------------- |
| Brooke Shields    | Jade Butterfield                                    |
| Martin Hewitt     | David Axelrod                                       |
| Don Murray        | Hugh Butterfield, vader van Jade                    |
| Shirley Knight    | Ann Butterfield, moeder van Jade                    |
| Richard Kiley     | Arthur Axelrod                                      |
| Beatrice Straight | Rose Axelrod                                        |
| Penelope Milford  | Ingrid Orchester, tweede vrouw van Hugh Butterfield |
| Tom Cruise        | Billy                                               |

## Recensies
De recensenten waren over het algemeen maar matig te spreken over deze film.
- "Een saaie, oppervlakkige film. Niets meer of minder dan een alibi om de smachtende blik van Brooke Shields weer op het bioscoopdoek te krijgen." (Syp Wynia in Nieuwsblad van het Noorden, 20 november 1981)[1]

- "De talenten van Brooke Shields openbaren zich vooral als ze slechts mooi behoeft te zijn en lieve woordjes mag lispelen." (...) "Endless Love eindigt sterk, volwassen (...)" (Symen Kingma in Leeuwarder Courant, 4 december 1981)[2]

- "Een taaie, krampachtige en opgeschroefde super-smartlap, waaraan kraak noch smaak zit." (...) "Brooke Shields (...) bewees dat ze nog steeds geen goede actrice was en bovendien had haar tegenspeler Martin Hewitt het vak nog lang niet onder de knie." (Gerard Brouwer, Nieuwsblad van het Noorden, 28 mei 1988)[3]

De film kreeg meerdere nominaties voor de Golden Raspberry Awards 1981 voor de slechtste films van 1981, waaronder die voor "slechtste film", "slechtste regisseur" (Franco Zeffirelli), "slechtste nieuwe ster" (Martin Hewitt) en "slechtste vrouwelijke bijrol" (Shirley Knight).

## Varia
- Deze film was niet alleen het filmdebuut van Tom Cruise maar ook dat van hoofdrolspeler Martin Hewitt en van Jami Gertz.
- De titelsong is een duet tussen Diana Ross en Lionel Richie dat een nummer 1-hit was in de Billboard Hot 100 en genomineerd werd voor een Golden Globe en Academy Award. Het is de meestverkochte single van Diana Ross.
- In 2014 kwam er een remake van Endless Love met Gabriella Wilde als Jade en Alex Pettyfer als David. De regie was van Shana Feste.